# Espirularis
Els espirularis (Spirularia) són un ordre de cnidaris antozous de la subclasse Ceriantaria. És un dels dos ordres que componen els ceriantaris i inclou dues famílies, Botrucnidiferidae i Cerianthidae, i al voltant de 100 espècies. Els dos ordres difereixen en el tipus de cnidòcits, les mides relatives dels discos orals i la forma i estructura dels mesenteris.
Es tracta d'anemones que viuen en tubs semblants al pergamí fixades a sediments tous; tenen dos espirals de tentacles, essent els exteriors són molt més llargs que els interiors.